# Albert Balasch i Montull

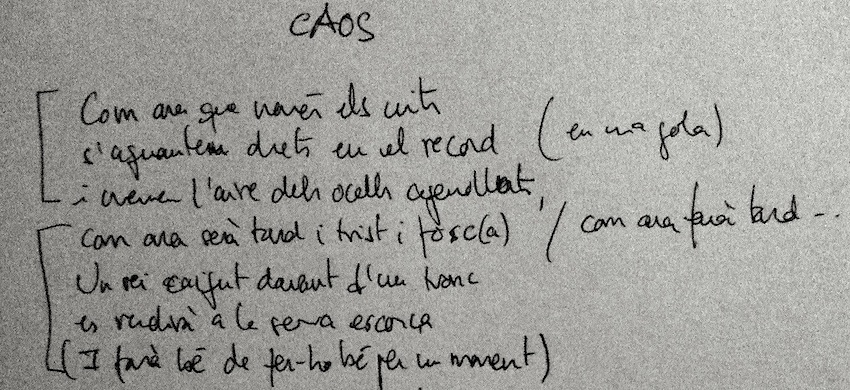
El Quadern del Frau és una mostra del treball d'Albert Balasch

Albert Balasch Montull (12 de febrer de 1971, Barcelona) és un poeta català. El 1999 es va autopublicar la seva primera novel·la A fora. Més tard, publicà tres llibres de versos: Què ha estat això (2002), Decaure (2003) i Les execucions(2006) i el cedé Hans Laguna i Albert Balasch Fan dissabte. (2008).
El 2010 va publicar "La caça de l'home" (Edicions 62). Amb estructura de tragèdia clàssica, 'La caça de l'home' s'interroga sobre el sentit de la vida, amb el llenguatge com a protagonista. Amb La caça de l'home, va guanyar el premi Gabriel Ferrater de poesia de Sant Cugat l'any 2009. El seu últim llibre publicat és Quadern del frau que recull, revisada i reordenada tota la seva producció poètica anterior.
Amb el músic Hans Laguna va iniciar una col·laboració que els dugué a participar en diferents recitals poètics. Amb la novel·la A fora, inicià un projecte amb el pintor mallorquí Tià Zanoguera que consistia en l'adaptació a còmic de fragments de la novel·la. El projecte va evolucionar en un curtmetratge amb la col·laboració del realitzador i muntador Marc Capdevila. que va ser guanyador del primer premi de la VI edició del Foro de Animación Contemporánea del festival de Mèxic Animasivo 2013, seleccionat també al Zebra 2012 i finalista de La Parola Imaginata 2013 del Trevigliopoesia Festival italià.
És autor de la peça radiofònica Grava, una tempesta. Ha participat en dues edicions de la Setmana de Poesia de Barcelona, així com en una edició del Festival Internacional de Literatura Kosmopolis. Fragments de la seva obra han estat traduïts al castellà, l'anglès, l'italià i l'hongarès.

## Publicacions
Poesia
- Què ha estat això?. Lleida: Pagès editors, 2002
- Decaure. Barcelona: Editorial Lumen, 2003[15]
- Les execucions. Barcelona: Editorial Lumen, 2006[16]
- La caça de l'home. Barcelona: Edicions 62, 2009[17] Cita de La Caça de l'home: Hi ha llum en algun lloc de tu?[18]
- Quadern del frau. Barcelona: Edicions 62, 2016.
- Beuarra. Tarragona: Arola Editors, 2022